# コス (クトゥルフ神話)
コス（Koth）は、クトゥルフ神話に登場する用語・固有名詞。用法が統一されておらず、同一の意味かすらはっきりしていない。それぞれ個別に解説する。

## ドリームランドのコス
ハワード・フィリップス・ラヴクラフトのドリームランド作品『未知なるカダスを夢に求めて』において言及される。ドリームランドの地下世界にはガグ種族の国があり、建築物「コスの塔」が地上に向かって伸びており、そこには「コスの印」が描かれている。またコスの印は、目覚めの世界を舞台とした『チャールズ・ウォードの奇怪な事件』にも登場している。
しかし固有名詞コスについては、説明がなかった。
これを受けてリン・カーターは『クトゥルー神話の神神』において、コスを地球本来の神々の一柱である「夢の神の名前」に設定した。温厚な夢の神とされ、同様の夢の神ヒュプノスとも並んで言及されている。

## ハワードのコス
ラヴクラフトと交流のあったロバート・E・ハワードも同じ用語コスを用いている。先述のラヴクラフトの2作品は、執筆年が判明しているがどちらも没後に発表されており、ハワードもまたラヴクラフトが病死するよりも前に自殺しており、ラヴクラフトのコスからハワードのコスに至るまでの影響がよくわかっていない。
『アッシュールバニパルの焔』において、宝石「アッシュールバニパルの焔」を神々が作り出したとし、具体的にはクトゥルフ、ヨグ＝ソトース、コスとした。太古の邪悪な神々として名のみ挙げられているが、詳細な説明はなかった。この設定をカーターが取り込み、先述の夢の神コスとしているが、そこにはカーター自身が温厚な神と設定したコスが邪悪神達と連携を取った理由について一切説明がなされていない。
また別作品『墓はいらない』では、暗黒の都市コスが登場する。つまり、今度は地名として用いられている。死の街コスの暗黒王は、マリク・タウス（イスラムの悪神マラク・ターウース）の名で呼ばれるが、名の一つにすぎないともされる。ゆえにコスの暗黒王について、二次資料ではナイアーラトテップ説が出ている。そういう事情もあり、神コスについてはさらにわからないということになっている。
つまりハワードは、固有名詞コスを神名と地名で用いており、統一していない。ハワードはまた固有名詞「ズトゥルタン」を人名・地名の2つの別の物を指す名前として用いるという使い方をしている。

## 言及作品
- ハワード・フィリップス・ラヴクラフト『未知なるカダスを夢に求めて』『チャールズ・ウォードの奇怪な事件』
- ロバート・E・ハワード『墓はいらない』『アッシュールバニパルの焔』
- ネクロノミコン断章：ジョージ・ヘイ編『魔道書ネクロノミコン』学研に収録